# Aleksander Zając
Aleksander Zając (ur. 12 sierpnia 1927 w Sobowie (obecnie Tarnobrzeg)) – polski rolnik, poseł na Sejm PRL VII kadencji.

## Życiorys
Uzyskał wykształcenie zasadnicze zawodowe. Prowadził własne gospodarstwo rolne. Pełnił funkcję zastępcy członka Naczelnego Komitetu Zjednoczonego Stronnictwa Ludowego. W 1976 uzyskał mandat posła na Sejm PRL w okręgu Tarnobrzeg, zasiadając w Komisji Budownictwa i Przemysłu Materiałów Budowlanych oraz w Komisji Pracy i Spraw Socjalnych.